# Министерство по делам семьи, делам ветеранов и солидарности поколений Хорватии
Министерство по делам семьи, делам ветеранов и солидарности поколений — министерство правительства Хорватии, которое разделено на несколько управлений:
- Управление по делам семьи
  - Отдел по делам семьи
  - Отдел по делам детей и молодежи
  - Отдел по делам людей с ограниченными возможностями.
- Управление по делам ветеранов войны
- Управление солидарности поколений

Это управление защищает права граждан, кому больше 65 лет.
- Управление по заключенным и пропавших без вести

Целью этого управления является поиск заключенных и пропавших без вести на Войне за Родину, а также эксгумация и идентификация останков жертв войны.